# Гроссо (коммуна)
Гроссо (итал. Grosso) — коммуна в Италии, располагается в регионе Пьемонт, подчиняется административному центру Турин.
Население составляет 988 человек (на 2008 год), плотность населения — 247 чел./км². Занимает площадь 4 км². Почтовый индекс — 10070. Телефонный код — 011.
Святыми покровителями коммуны считаются Святой Лаврентий, Стефан Первомученик и Иосиф Обручник, празднование 19 марта.

## Демография
Динамика населения:

## Администрация коммуны
- Адрес: Piazza IV Novembre n. 13
- Официальный сайт: comune.grosso.to.it